# Junior Ndiaye
Junior Ndiaye Billong (Dubai, 29 marzo 2005) è un calciatore francese con cittadinanza emiratina, attaccante del Montpellier.

## Biografia
Figlio dell'ex calciatore Samba N'Diaye, è nato negli Emirati Arabi Uniti nel periodo in cui il padre giocava con lo Sharjah.

## Carriera

### Club
Ndiaye ha iniziato la sua carriera giovanile con l'AS Lattoise, per poi entrare nell'accademia giovanile del Montpellier nel 2019. Nel maggio 2023, è stato eletto miglior giocatore dell'accademia del club per la stagione. Ndiaye ha fatto il suo debutto da professionista il 7 febbraio 2024 nell'incontro di Coppa di Francia perso 4-1 contro il Nizza.

### Nazionale
Ndiaye è eleggibile per rappresentare la Francia, gli Emirati Arabi Uniti, il Senegal e il Camerun nel calcio internazionale.
È un ex nazionale giovanile della Francia. Nell'aprile 2022, è stato convocato nella squadra under-17 per il Campionato europeo di calcio Under-17 2022; Ndiaye ha giocato una sola partita nel torneo, la finale in cui la Francia ha sconfitto i Paesi Bassi in finale, vincendo il titolo.
Nell'agosto 2024, Ndiaye ha poi ricevuto la sua prima convocazione da parte della nazionale degli Emirati Arabi Uniti per le partite di qualificazione alla Coppa del Mondo 2026 contro Qatar e Iran, senza però scendere in campo in nessuna delle due partite.
Nel marzo 2025 vieni inserito nella lista dei convocati della nazionale under 23 degli Emirati Arabi Uniti per il WAFF U-23 Championship 2025, dove colleziona tre presenze e realizza un goal.

## Statistiche

### Presenze e reti nei club
Statistiche aggiornate al 21 dicembre 2024.
| Stagione             | Squadra              | Campionato           | Campionato | Campionato | Coppe nazionali | Coppe nazionali | Coppe nazionali | Coppe continentali | Coppe continentali | Coppe continentali | Altre coppe | Altre coppe | Altre coppe | Totale | Totale | Totale |
| Stagione             | Squadra              | Comp                 | Pres       | Reti       | Comp            | Pres            | Reti            | Comp               | Pres               | Reti               | Comp        | Pres        | Reti        | Pres   | Reti   |        |
| -------------------- | -------------------- | -------------------- | ---------- | ---------- | --------------- | --------------- | --------------- | ------------------ | ------------------ | ------------------ | ----------- | ----------- | ----------- | ------ | ------ | ------ |
| 2021-2022            | Montpellier 2        | N2                   | 2          | 0          | -               | -               | -               | -                  | -                  | -                  | -           | -           | -           | 2      | 0      |        |
| 2022-2023            | Montpellier 2        | N3                   | 22         | 4          | -               | -               | -               | -                  | -                  | -                  | -           | -           | -           | 22     | 3      |        |
| 2023-2024            | Montpellier 2        | N3                   | 17         | 6          | -               | -               | -               | -                  | -                  | -                  | -           | -           | -           | 17     | 6      |        |
| 2024-2025            | Montpellier 2        | N3                   | 5          | 6          | -               | -               | -               | -                  | -                  | -                  | -           | -           | -           | 3      | 1      |        |
| Totale Montpellier 2 | Totale Montpellier 2 | Totale Montpellier 2 | 46         | 16         |                 | -               | -               |                    | -                  | -                  |             | -           | -           | 46     | 16     |        |
| 2023-2024            | Montpellier          | L1                   | 0          | 0          | CF              | 1               | 0               | -                  | -                  | -                  | -           | -           | -           | 1      | 0      |        |
| 2024-2025            | Montpellier          | L1                   | 9          | 0          | CF              | 1               | 0               | -                  | -                  | -                  | -           | -           | -           | 10     | 0      |        |
| Totale Montpellier   | Totale Montpellier   | Totale Montpellier   | 9          | 0          |                 | 2               | 0               |                    | -                  | -                  |             | -           | -           | 11     | 0      |        |
| Totale carriera      | Totale carriera      | Totale carriera      | 55         | 16         |                 | 2               | 0               |                    | -                  | -                  |             | -           | -           | 57     | 16     |        |

## Palmarès

### Nazionale

#### Competizioni giovanili
- Campionato d'Europa Under-17: 1

Israele 2022